# 笑顔の法則
『笑顔の法則』（えがおのほうそく）は、2003年4月13日から6月22日まで毎週日曜日21時 - 21時54分に、TBSテレビ系の「日曜劇場」枠で放送された日本のテレビドラマ。全11回。

## 概要
会社をクビになった23歳のOLが、超売れっ子の漫画家とひょんなことから出会い帯同することになり、温泉で暮らし始める。
竹内結子と阿部寛によるコメディタッチのヒューマンドラマである。
2008年5月にDVD-BOXが発売された。

## キャスト
- 倉沢祐美：竹内結子 OL→ 漫画誌を出版する大手出版社のアルバイト
- 桜井礼次郎：阿部寛 人気漫画家
- 柚原和也：西島秀俊 美沙子の息子でFM伊豆長岡の社員
- 柚原美沙子：野際陽子 旅館『柚原』の女将
- 大原菜津子：櫻井淳子 魚屋
- 小泉英吉：高橋克実 旅館『柚原』従業員
- 井坂恵：宮地真緒 旅館『柚原』の仲居
- 米田良江：柴田理恵 旅館『柚原』の仲居
- DJ・斉藤：ブラザートム FM伊豆長岡DJ
- 加納みどり：新谷真弓
- 鴨川さつき：滝沢沙織 出版社の美人編集者
- 白井英和：櫻庭博道
- 菅原弘志：斉藤陽一郎
- 曾根邦夫：戸田昌宏
- 鈴木俊彦：矢島健一
- 小宮山啓太：相島一之
- 坂口真由子：山口香緒里 川奈ホテル社員
- 松川加奈子：田村たがめ
- 永井亜弓：山崎めぐみ
- 長谷川明：佐々木勝彦
- 村岡俊彦：升毅
- 野崎千吉：鶴田忍
- 倉沢幸一：陣内孝則（特別出演）旅館『柚原』の板長
- 赤村雅之：塩澤英真
- 小野田雅臣：津嘉山正種

## スタッフ
- 脚本：寺田敏雄、大良美波子
- 脚本協力：寺田敏雄、大良美波子
- 音楽：中川幸太郎
- 演出：清弘誠、片山修、吉田秋生
- プロデュース：伊佐野英樹
- 演出補：田沢幸治、加藤章一、村田淳志、佐藤敦司、高橋智
- プロデューサー補：佐々木雅之、島尾美里
- 協力：日音、緑山スタジオ・シティ、東通
- 料理指導：服部幸應、中垣内正明、山田順子
- 制作：TBS ENTERNTAINMENT
- 製作著作：TBS

## 主題歌
- 柴咲コウ「眠レナイ夜ハ眠ラナイ夢ヲ」

## 放送日程
| 第一話                                                     | 2003年4月13日 | 温泉地獄に鬼女将 | 寺田敏雄   | 清弘誠   | 19.1% |
| 第二話                                                     | 2003年4月20日 | 豪雨の夜の叫び！ | 大良美波子 | 清弘誠   | 17.5% |
| 第三話                                                     | 2003年4月27日 | 愛と涙の給料日   | 寺田敏雄   | 片山修   | 13.5% |
| 第四話                                                     | 2003年5月4日  | 甘い考えの末路   | 寺田敏雄   | 吉田秋生 | 11.4% |
| 第五話                                                     | 2003年5月11日 | 炎の告白！       | 寺田敏雄   | 清弘誠   | 11.5% |
| 第六話                                                     | 2003年5月18日 | 幽霊の出る部屋   | 寺田敏雄   | 吉田秋生 | 11.0% |
| 第七話                                                     | 2003年5月25日 | 鬼女将の秘密     | 大良美波子 | 片山修   | 13.2% |
| 第八話                                                     | 2003年6月1日  | 地獄の休日       | 寺田敏雄   | 清弘誠   | 11.9% |
| 第九話                                                     | 2003年6月8日  | 魅力的な誘惑     | 大良美波子 | 片山修   | 14.2% |
| 第十話                                                     | 2003年6月15日 | 柚原の大きな危機 | 寺田敏雄   | 吉田秋生 | 11.7% |
| 最終話                                                     | 2003年6月22日 | 明日に向かって   | 寺田敏雄   | 清弘誠   | 11.8% |
| 平均視聴率 13.3%（視聴率は関東地区・ビデオリサーチ社調べ） |               |                  |            |          |       |

- 第1話、15分拡大（21:00 - 22:09）
- 第2話（21:20 - 22:14）
- 第3・9話（21:30 - 22:24）
- 第4～8話、第10話、最終回（21:00 - 21:54）